# Carolina Bazo
Carolina Bazo (Lima, 28 de diciembre de 1968) es una artista peruana cuyo trabajo se desarrolla desde el grabado, la pintura, la escultura y la instalación. Ha participado en varias muestras individuales y colectivas en Perú, Guatemala, España, Argentina, Francia, Italia, Alemania y EE. UU. Su obra inicial, forma parte de un conjunto de obra hecha por mujeres surgido en la década de los noventa en el Perú, el cual, mediante el arte y el activismo, desafió las narrativas y la misoginia en la esfera cultural limeña.

## Formación
Carolina Bazo empezó sus estudios en la Facultad de Arte de la Pontificia Universidad Católica del Perú (PUCP) entre los años 1988 y 1993, de la que egresó de la especialidad de pintura. Más adelante, realizó estudios en la Akademie der Bildenden Künste München (Múnich) con el Profesor Weisshaar, entre los años 1996 y 1998.

## Análisis de obra
El trabajo de Carolina Bazo surge en los noventa en Lima, una década que vio surgir un arte joven y, en ciertos aspectos, desafiante, en medio de la guerra interna, la hiperinflación, la dictadura fujimorista y la implementación de un programa económico neoliberal. Este complejo panorama fungió de catalizador, dentro de la escena artística limeña, para que dentro del arte hecho por mujeres se empezara a manifestar un conjunto de demandas, estrategias, temas y narrativas feministas.
Ante las dinámicas de abuso y desigualdad, fue instalándose la necesidad de oponerse resistencia por medio de la exploraciones artísticas que abordaron el racismo sistémico, así como el cuestionamiento de las narrativas normativas se la sexualidad, la ciudadanía o, como en el caso del trabajo de Bazo, de la identidad. En el conjunto de grabados realizados en Alemania en 1996, "La boca" y Los dientes", las representaciones de mujeres que realizó analizaron de manera crítica los componentes de género y la morfología sexual en los cuerpos femeninos, destacando su dimensión pública, así como sus interrelaciones con lo público y lo privado.
En la muestra "Sincronismos" de 1996, una de sus primeras exposiciones de corte bipersonal con la también artista Kareen Mishimura, el crítico de arte Jorge Villacorta refiere que la obra de Carolina Bazo se presentó en un periodo en el cual la pintura peruana mostraba un nuevo rostro caracterizado mediante puestas en escenas que revelaban historias personalizadas. El conjunto de pinturas desarrollado por Bazo, se caracterizó con un conjunto de personajes plasmados a través de una figuración sensual y una retórica estilística que apela al dibujo infantil. De esta manera, sus personajes se presentaban en "situaciones que recuerdan instantes de vida conservados en la memoria” y sus “propuestas respiran de ese aire que anima a lo mejor de la pintura joven peruana”.
El año 1998 recibe su tercera individual, “En el tiempo”, en la Galería Cecilia Gonzales, donde presenta retratos enmarcados en resina, a manera de fotografías, como si fuera la forma en la que la artista preserva sus recuerdos. En ese sentido, no se trata necesariamente de una proyección de la artista, "sino más bien de una sucesión de recuerdos que permanecen y que no necesitan un nombre propio y carecen de una linealidad histórica" . Dicha muestra fue dividida en dos partes, obedeciendo a las técnicas utilizadas en cada una de ellas: “Retratos guardados”, hechos en litografía y guardados en cajas de resina, y "Viajando", una serie de pinturas al óleo.   

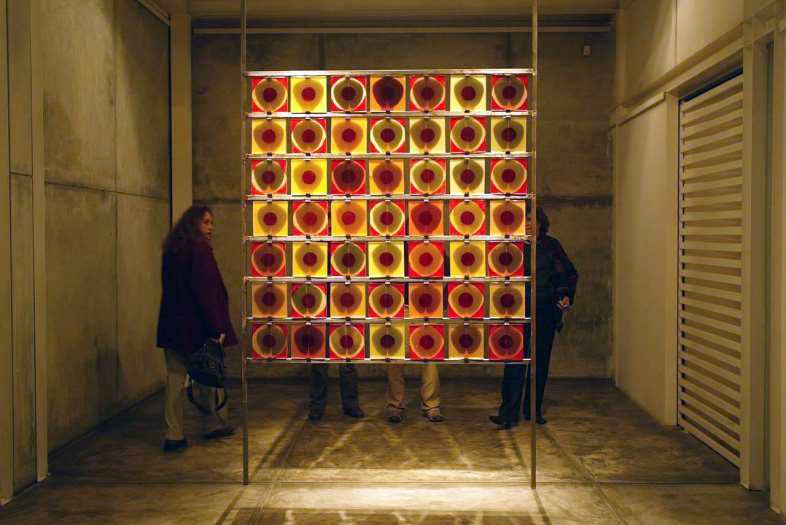
Instalación realizada en la exposición "Vestuario" del 2004

En el año 2004, ya en el nuevo siglo, Carolina Bazo realiza una nueva exposición individual: "Vestuario", en la galería Artco de San Isidro. Respecto a la muestra, la artista manifestó que hizo "una relación entre la piel y el vestido, uniendo a éstas de forma indivisible. El traje forma parte de nuestra identidad, y ésta no sé si es parte nuestra o nos supera" . Sobre "Vestuario", la crítica de arte Élida Román mencionó que esta exposición "es un conjunto de pinturas, donde personajes anónimos, indiferenciados, estereotipos que nos recuerdan los esquemáticos protagonistas de algún comic o alguna cinta de animación, muestran tocados y trajes que parecen integrarse a su misma piel". En las obras expuestas, destaca el maquillaje de los personajes convertidos en referente, en esa cubierta con la que en muchas ocasiones enfrentamos el mundo para, irónicamente, no enfrentarlo.
Unos años después, en el 2011, Carolina Bazo presentó la exposición "Rutilante". El periodista y crítico de arte de la revista Caretas Coco Salazar, mencionó que la artista "especialista en grabado, durante su estadía por estudios en Alemania, un día descubrió la resina, y entre su creatividad y el azar juntó ambas técnicas dando lugar a formidables y originales esculturas que congelan ingrávidos personajes y elementos que combinan dibujo, luz y color con la transparencia de la resina”.

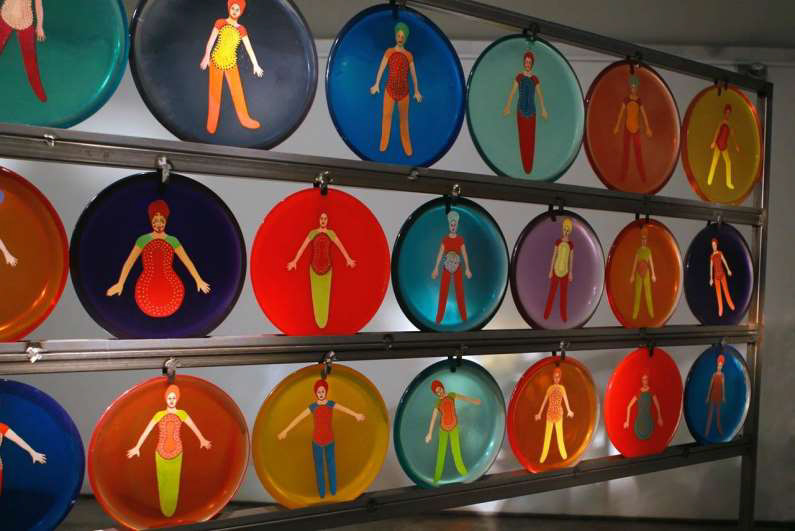
Piezas de la exposición "Rutilante" del 2011

Asimismo, el crítico Max Hernández Calvo afirmó sobre su obra pictórica que “los personajes de Bazo, dormidos y encapsulados, están en una suerte de limbo: ocupados y sin ocupaciones, saturados y vacíos, libres y atrapados”. Hernández destaca el carácter lúdico de sus imágenes, las evocaciones infantiles que sus objetos circulan y el rasgo sensual que su color y sus formas emplazan.
La exposición, “Carolina Bazo. Procesos paralelos 1989–2019”, presentada en el marco de la 2.ª Bienal de Grabado de Arequipa (2021), reunió por primera vez una selección cronológicamente completa de su obra impresa entre 1989 y 2019, constituida por litografías, calcografías y serigrafías, producido paralelamente a sus pinturas einstalaciones, obras que fueron poco visibilizadas en sus muestras personales.
Ha participado en numerosas exhibiciones colectivas siendo las más recientes “Negar el Desierto”, en el Museo de Arte Contemporáneo (Lima, 2021); “Hay algo Incomestible en la garganta. Poéticas Antipatriarcales y nueva escena en los años noventa”, en la galería ICPNA de Miraflores (Lima, 2021) y en el II Festival de Video Arte, organizado por la Escuela Superior de Formación Artística Pública “Mario Urteaga” (Cajamarca, 2021).

## Principales exposiciones en Perú y en el extranjero
- Volta Basel / Basel / O´art Project, 2022
- 2.ª Bienal de Grabado de Arequipa / Alianza Francesa / Arequipa / Curador Manuel Munive / Carolina Bazo-Procesos Paralelos. (Obra gráfica 1989-2019), 2021
- Portland Art Museum / Portland / Curator: Fernanda D’Agostino / “Epic Ephemera: Myths and Rituals”, 2021
- Ortstermin20 / Berlín, O-artproject, 2020
- LA Photo / Los Ángeles, O-artproject, 2020
- New York Latin American Art Triennial-2019 Edition, New York / Taller Cono Norte, 2019-2020
- P/CAS – París Contemporary Art Show / O-Art Project, 2019
- The Others Art fair, Torino / O-Art Project, 2019
- Grand Palais, París / Art París-Project Room, Curator: Valentina Locatelli, 2019[15]
- Scope Miami / Miami O-Art Project, 2018
- La Rural, Buenos Aires / BA Photo O-Art Project, 2018
- Scope Basel / Basel O-Art Project, 2018
- Scope Miami / Miami X-Change Art, 2017
- TEA, Tenerife / Espacio de las Artes – Sala de Proyecciones. Festival Espacio Enter Artechmedia Canarias ‘Introspectiva’, 2016
- Andrew Feedman Gallery, New York / Bienal Latinoamericana del Bronx, 2016
- Ojo Andino Fundación Bennetton, Chile – Italy, 2015
- Feria de Arte Contemporáneo Odeón, Bogotá / Cecilia González & Denise Dourojeanni Gallery, 2014
- Gordon Park Gallery, New York / Bienal Latinoamericana del Bronx, 2012
- Forum Gallery, Lima / Solo Show ‘Rutilante’, 2011
- Saro León Gallery, Las Palmas de Gran Canaria / Solo Show ‘Fossils’, 2008
- La Fabrica Gallery, Guatemala / Solo Show ‘Current Fossils’, 2006